# Cayo Quiñones de León
Cayo Quiñones de León y Santalla (León, 25 de junio de 1818-San Ildefonso, 30 de julio de 1898) fue un diplomático y político español. Ostentó los  títulos nobiliarios de marqués de San Carlos y marqués de Montevirgen.

## Biografía
Nacido en 1818 o 1819 en León, fue marqués de San Carlos (título de las Dos Sicilias). Ingresó en la carrera diplomática, de agregado sin sueldo, y recorrió todos los grados, llegando a ser plenipotenciario en Suiza, Fráncfort y Bélgica, además de subsecretario de Estado. Antes de la Restauración formó parte del partido moderado. Obtuvo varias veces escaño de diputado por Ponferrada entre 1857 y 1864, y tras el sexenio democrático volvió al Congreso de nuevo por Ponferrada en las primeras Cortes de la Restauración, para pasar a desempeñar de 1877 en adelante el cargo de senador vitalicio. Fue vicepresidente del Congreso de los Diputados en 1863 y del Senado entre 1883 y 1885. Al parecer se habría significado en contra de las corridas de toros. Fue condecorado con varias grandes cruces y fue oficial de la Legión de Honor. Quiñones de León, que en palabras del diario La Época «fué ferviente monárquico, muy adicto á la monarquía restaurada, y estuvo afiliado siempre al partido conservador liberal», falleció en San Ildefonso a finales de julio de 1898.